# Буцький Анатолій Костянтинович
Анато́лій Костянти́нович Бу́цький (нар. 02 серпня (21 липня) 1892, с. Росошново нині Орловської області РФ — 27 липня 1965, Ленінград) — український і російський музикознавець, композитор і педагог. Доктор мистецтвознавства (1943), професор. Автор спогадів про Миколу Лисенка. Член Музичного товариства імені Миколи Леонтовича. Син викладача і директора Київської музично-драматичної школи ім. М. Лисенка Олени Вонсовської.

## Життєпис
1913 року закінчив Музично-драматичну школу Миколи Лисенка (клас фортепіано і теорії музики Миколи Лисенка, Антона Добкевича і Григорія Любомирського).
1915 закінчив Університет Святого Володимира.
1916—1918 — навчався у Київській консерваторії (клас композиції Рейнгольда Ґлієра і Болеслава Яворського).
1918 року брав участь в організації Київського музично-драматичного інституту. У 1920—1924 очолював цей інститут, а також вів клас фортепіано і композиції.
Співпрацював з Лесем Курбасом. Був завідувачем музичної частини театру «Березіль», писав музику до вистав, диригував оркестром; є відомості, що Буцький очолював музичну станцію «Березоля» й читав лекції
студійцям. Йому належить музика до таких вистав, як «Газ», «Джиммі Гіггінс», «Макбет».
З 1925 — викладач, а з 1935 — професор Ленінградської консерваторії, декан інструкторсько-педагогічного факультету.

## Автор музики до вистав
- «Газ» Ґ. Кайзера
- «Джиммі Гіґґінс» за Е. Сінклером для театру «Березіль» (обидві — 1923)
- «Макбет» В. Шекспіра (1924)
- «Жакерія» за П. Меріме (1925, спільно з Михайлом Вериківським)

## Твори
- Непосредственные данные музыки (Опыт введения в музыку). — Харьков, 1925(рос.)
- Структура музыкального произведения: Теор. основы анализа муз. произведений. Ленинград; Москва, 1948(рос.)